# سوزان كيني
سوزان كيني (بالإنجليزية: Susan Coralie Kenny)‏ هي محامية وقاضية أسترالية، ولدت في 29 نوفمبر 1953 في أكسفورد في المملكة المتحدة.